# Яванска тупая
Яванската тупая (Tupaia javanica) е вид бозайник от семейство Tupaiidae.

## Разпространение и местообитание
Разпространен е в Индонезия.